# Fresneaux-Montchevreuil
Fresneaux-Montchevreuil ist eine Commune déléguée in der französischen Gemeinde Montchevreuil mit 764 Einwohnern (Stand 1. Januar 2022) im Département Oise in der Region Hauts-de-France.
Die Gemeinde Fresneaux-Montchevreuil wurde am 1. Januar 2019 mit Bachivillers zur Commune nouvelle Montchevreuil zusammengeschlossen. Sie hat seither den Status einer Commune déléguée. Die Gemeinde Fresneaux-Montchevreuil gehörte zum Arrondissement Beauvais und war Teil der Communauté de communes des Sablons und des Kantons Chaumont-en-Vexin.

## Geographie
Die Commune déléguée befindet sich rund zehn Kilometer östlich von Chaumont-en-Vexin, zwanzig Kilometer südlich von Beauvais und 60 Kilometer vom Stadtzentrum von Paris entfernt. Fresneaux-Montchevreuil liegt an dem 10,6 Kilometer langen Bach Ru du Mesnil, der zum Canal de Marquemont und damit zur Troësne entwässert. Zu ihr gehören die Ortsteile L’Ormetau und Tirmont.
| 1962 | 1968 | 1975 | 1982 | 1990 | 1999 | 2006 | 2011 |
| ---- | ---- | ---- | ---- | ---- | ---- | ---- | ---- |
| 489  | 499  | 453  | 596  | 641  | 717  | 749  | 760  |

## Verwaltung

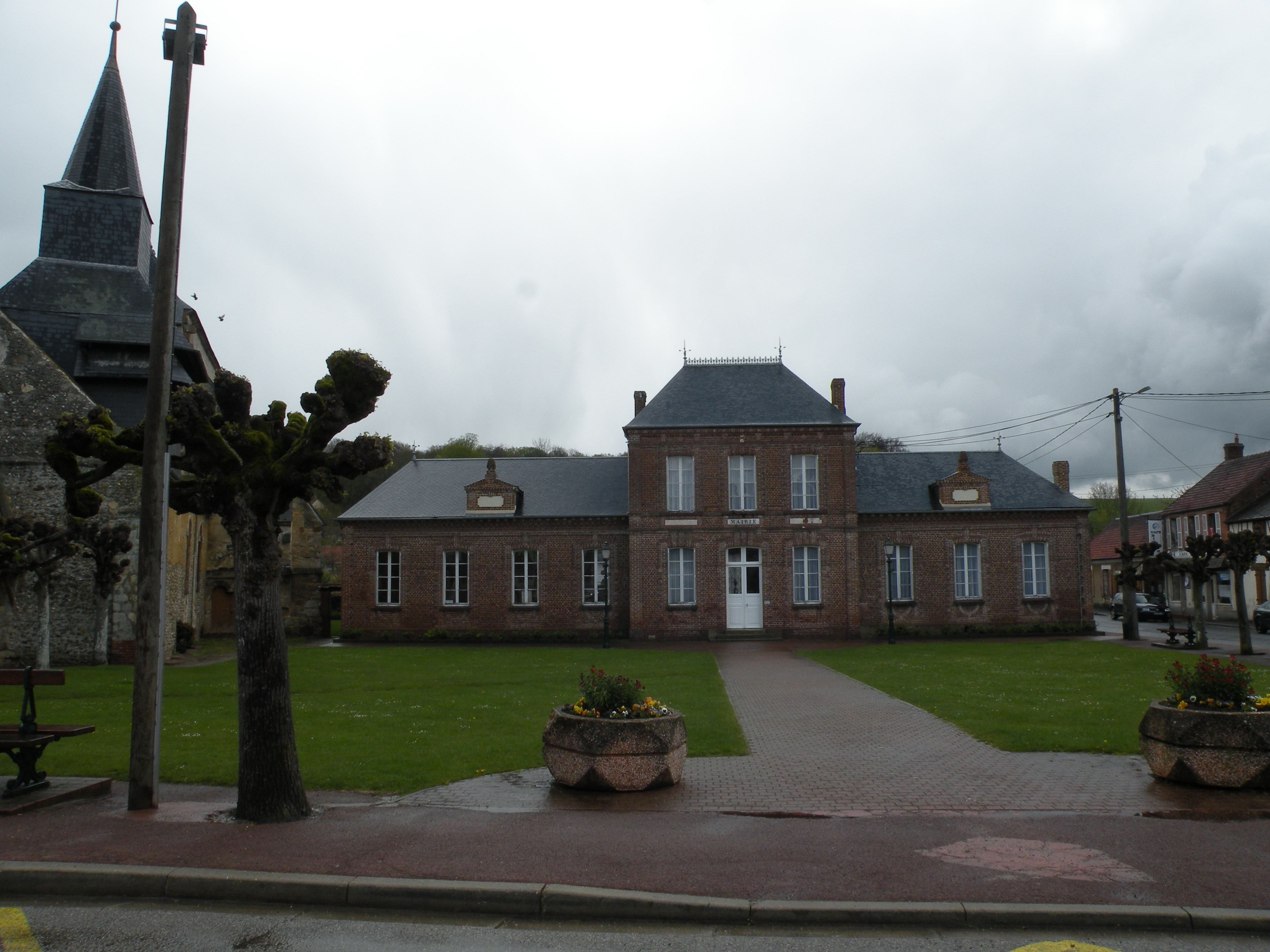
Mairie

Bürgermeister (maire) ist seit 2001 Christian Gouspy.

## Sehenswürdigkeiten

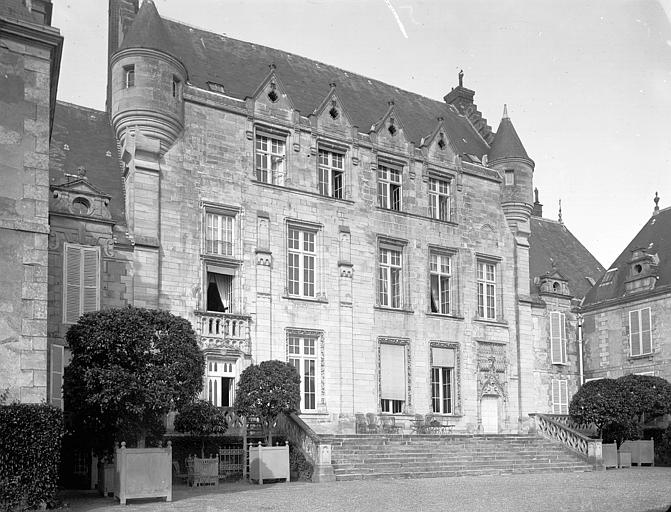
Schloss

Siehe auch: Liste der Monuments historiques in Montchevreuil
- Auf das 12. Jahrhundert zurückgehende Kirche Saint-Germain[1]
- Schloss, 1983 als Monument historique eingetragen[2]
- Zehntscheuer
- Taubenhäuser